# Ayguemorte-les-Graves
Ayguemorte-les-Graves è un comune francese di 940 abitanti situato nel dipartimento della Gironda nella regione della Nuova Aquitania.

## Società

### Evoluzione demografica
Abitanti censiti